# 2020 KW54
2020 KW54 est un objet transneptunien détaché, encore mal connu. Il a été découvert en cherchant une cible potentielle pour la sonde New Horizons.